# Cibyra brunnea
Cibyra brunnea är en fjärilsart som beskrevs av William Schaus 1901. Cibyra brunnea ingår i släktet Cibyra och familjen rotfjärilar. Inga underarter finns listade i Catalogue of Life.